# Balatongyörök
Balatongyörök (hongrois : Balatongyörök [ˈbɒlɒtoɲɟørøk]) est une localité hongroise située dans le comitat de Zala, au bord du lac Balaton.

## Site et localisation

### Aires faunistiques et floristiques
Le territoire communal s'étend partiellement dans le Parc national du Haut-Balaton. Entre Balatongyörök et Balatonederics, un sentier pédagogique de 8,5 km, composé de 38 stations, a été aménagé pour faire découvrir aux enfants les milieux forestiers de la région. Ce parcours thématique, doté de panneaux explicatifs en hongrois et en anglais, est accessible depuis plusieurs sites notables, tels que le musée africain de Balatonederics, Szépkilátó, le centre de Balatonederics ou encore la vallée de Bélap à Balatongyörök.

## Histoire
Le territoire de Balatongyörök est habité depuis la Préhistoire, comme en témoignent les vestiges découverts dans la région : une hache en pierre du Néolithique, une hache en cuivre du IIIe millénaire av. J.-C. et les ruines d'une petite installation romaine avec bains datant du IIIe siècle apr. J.-C., mises au jour au pied du belvédère de Szépkilátó, à quelques centaines de mètres du lac.
Le village médiéval s'est développé sur les fondations de cette ancienne implantation romaine. La première mention écrite de Balatongyörök remonte à 1121, dans la charte de fondation de l'abbaye d'Almádi (aujourd'hui Monostorapáti). Le nom de la localité pourrait dériver de Gyürk, fils de Atyusz II, seigneur de Szigliget. Durant la période ottomane, le village fut relativement épargné, notamment grâce à la présence d'une petite fortification connue sous le nom de fort Meszes Györk et située sur Szent Mihály-domb.
À la fin du XVIIe siècle, la localité est mentionnée sous le nom de Meszes Györök, en référence à l'activité de production de chaux (mészkő égetés), alors dominante aux côtés de la pêche. En 1732, le village devient propriété de Kristóf Festetics, membre de la célèbre famille aristocratique qui jouera un rôle majeur dans le développement de la région.

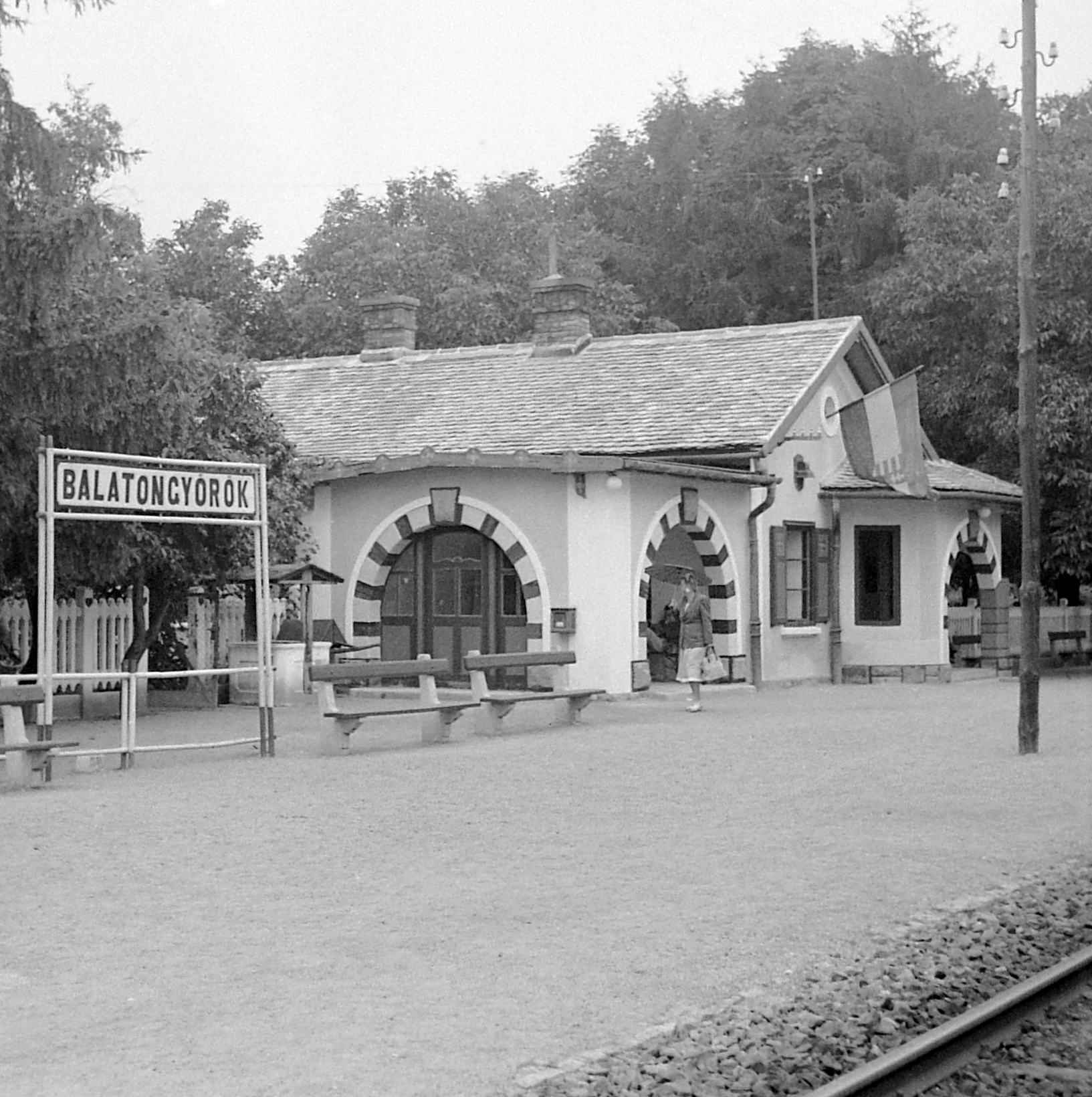
La gare en 1948.

Le tournant majeur dans l'histoire de Balatongyörök survient au début du XXe siècle, avec l'essor du tourisme balnéaire. En 1903, la commune est desservie par la ligne de chemin de fer Balatonszentgyörgy–Tapolca–Ukk, facilitant l'arrivée des visiteurs. Le développement du front lacustre s'accélère avec la création d'un établissement de bains en 1907, sur un terrain offert par Tasziló Festetics II, qui en conserve toutefois la propriété. C'est à cette époque que le nom actuel de Balatongyörök s'impose. En 1910, l'allée de platanes visible aujourd'hui fut plantée par Lady Mary Hamilton, épouse écossaise de Tasziló Festetics.
Entre les deux guerres mondiales, la station connaît un essor important : construction du port de plaisance (1932), du nouveau presbytère, de plusieurs villas, de nouvelles rues et de la résidence de vacances du ministère de l'Intérieur, aujourd'hui transformée en hôtel. L'attractivité du site tient autant à la qualité de ses infrastructures qu'à la beauté de son panorama sur la baie de Szigliget.
Après la Seconde Guerre mondiale, Balatongyörök continue d'accueillir de nombreux artistes, écrivains et intellectuels, séduits par le calme, la lumière et la vue sur le lac. Ce riche héritage culturel est encore perceptible aujourd'hui. En 1990, la commune s'est vu décerner le Prix d'Honneur dans le cadre du programme européen des « Villages d'Europe », consacrant la qualité de son cadre de vie et la préservation de son patrimoine paysager.

## Population

### Minorités culturelles et religieuses
Selon le recensement de 2011, la population de Balatongyörök était majoritairement composée de Hongrois (91,1 %), avec une minorité allemande représentant 5,97 % des habitants. En termes d'appartenance religieuse, 48,9 % des habitants se déclaraient catholiques romains, 2 % réformés, 2 % évangéliques, tandis que 7,9 % se déclaraient sans affiliation religieuse. Près de 38 % des personnes interrogées n'ont pas souhaité répondre à cette question.
Lors du recensement de 2022, 79,4 % des habitants se sont déclarés de nationalité hongroise, 9,6 % de nationalité allemande, et de plus petites proportions ont mentionné une appartenance croisée ou minoritaire : 0,3 % croate, 0,3 % bulgare, 0,2 % serbe, 0,2 % slovaque, 0,2 % arménienne, et 0,1 % pour chacune des nationalités slovène, polonaise, grecque et roumaine. Les réponses multiples étant autorisées, la somme des pourcentages peut dépasser 100 %. Par ailleurs, 15,3 % des habitants n'ont pas déclaré de nationalité.
Sur le plan religieux, 36,6 % de la population se déclarait catholique romaine, 3,3 % réformée, 2,4 % évangélique, 0,2 % grecque-catholique et 0,1 % israélite ; 1,1 % ont mentionné une autre confession chrétienne et 0,8 % une autre affiliation catholique. Les personnes sans affiliation religieuse représentaient 11,7 % des répondants, tandis que 43,6 % n'ont pas souhaité répondre à cette question.

## Équipements

### Vie culturelle
Tout au long de l'année, Balatongyörök propose une vie culturelle animée et un large éventail de manifestations destinées tant aux habitants qu'aux vacanciers.
De mai à la fin de l'automne, la commune accueille de nombreux événements traditionnels et artistiques : concerts de musique classique ou folklorique, bals, spectacles en plein air, festivals de vin, parades de vendanges, compétitions sportives, expositions d'arts plastiques et animations pour la jeunesse. Les mois d'été sont particulièrement riches en festivités, avec notamment les « semaines du vin », les fêtes de vendanges et les festivals œnologiques, qui se prolongent parfois jusqu'au début de l'automne.
Parmi les temps forts de l'année figure le concours de soupe de poisson, organisé deux fois par an, qui constitue un rendez-vous gastronomique incontournable de la région.
À l'automne, la fête de la Saint-Michel, célébrée en septembre, marque une autre date traditionnelle du calendrier local. En décembre, les festivités de l'Avent rythment la vie communale : ateliers créatifs pour enfants, confection de couronnes de l'Avent à la maison de la culture, allumage des bougies accompagné de spectacles, de pâtisseries de Noël, de vin chaud et de punch, ainsi que l'« Avent féerique » organisé au centre communautaire Zoltán Jüngling. La saison se clôt par le Noël du village, célébré à la maison de la culture.

### Réseaux extra-urbains

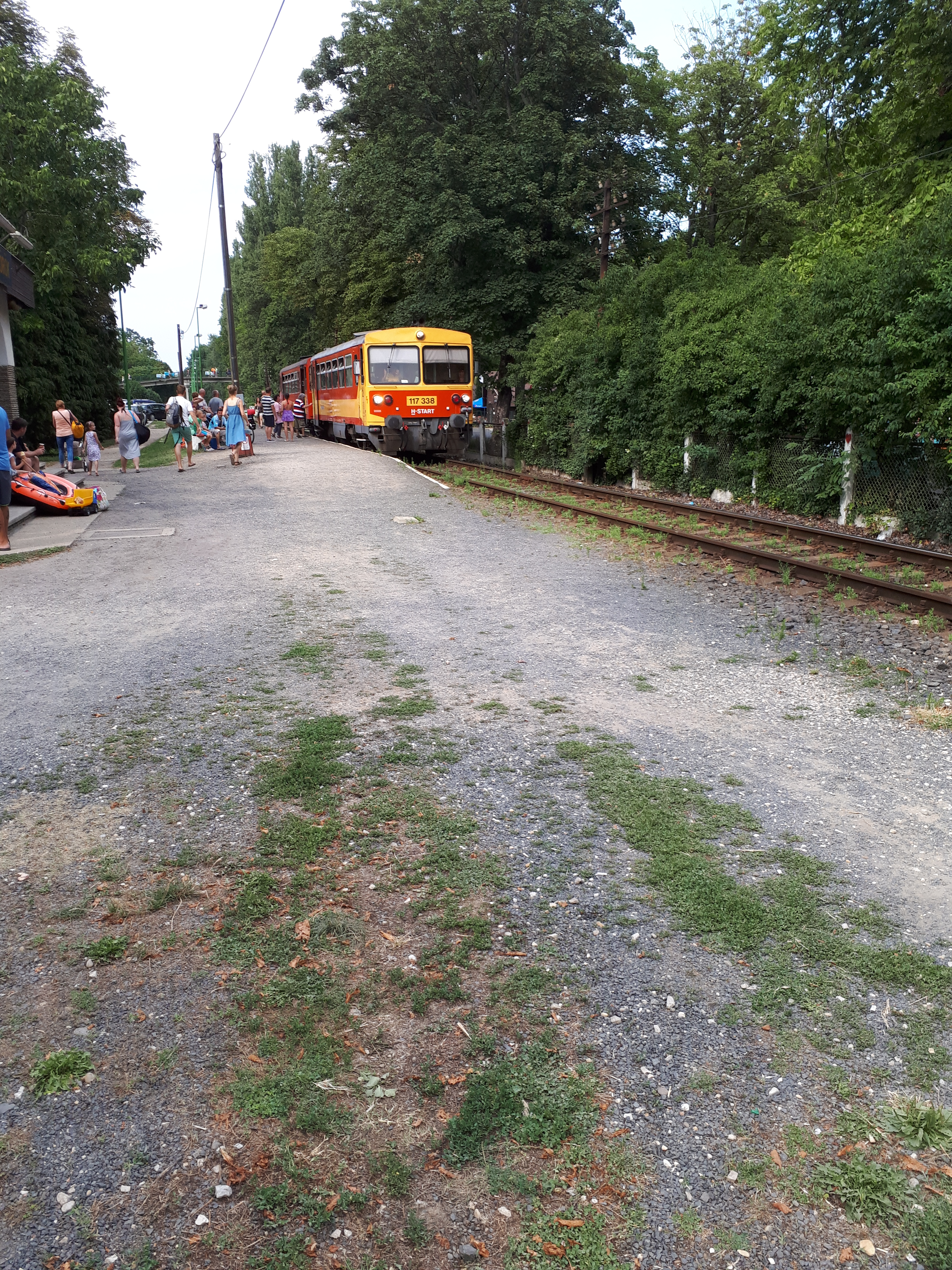
Train en gare de Balatongyörök.

Balatongyörök est accessible par la route via la route principale 71, qui traverse le territoire de la commune. Elle dispose de deux haltes ferroviaires – Balatongyörök et Becehegy – situées sur la ligne régionale Balatonszentgyörgy–Tapolca–Ukk, assurant des liaisons vers les principales localités de la région.
La commune est également bien desservie par les lignes d'autobus, avec des correspondances fréquentes vers Keszthely et Tapolca.
En période estivale, Balatongyörök est reliée par des liaisons régulières de bateau à Keszthely, ainsi qu'à Fonyód via Balatonmáriafürdő, Szigliget et Badacsony, ce qui renforce son attractivité touristique et son accessibilité depuis la rive sud du Balaton.

## Patrimoine local

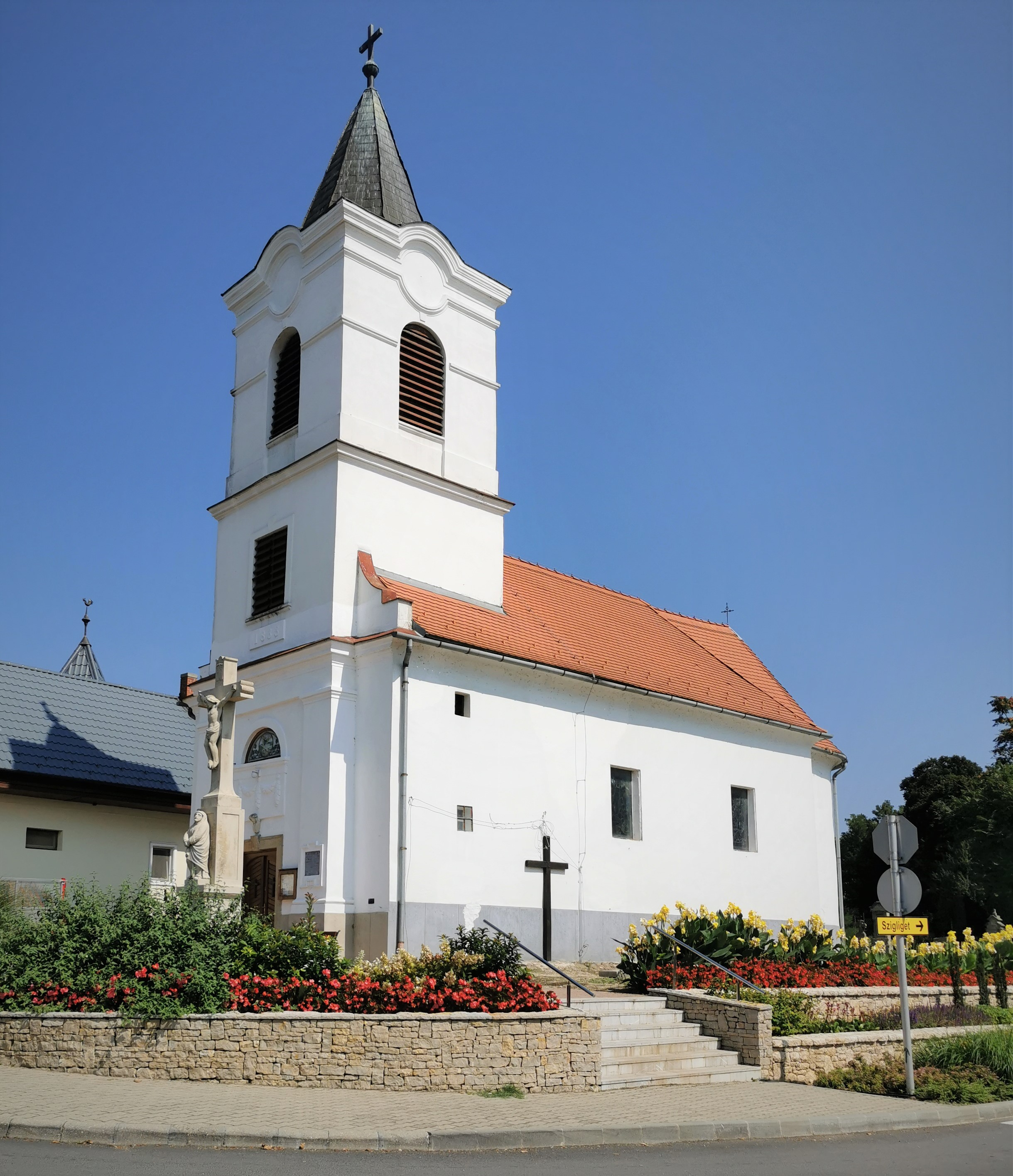
L'église Saint-Michel.

Le principal édifice religieux de la commune est l'église catholique romaine Saint-Michel, construite entre 1831 et 1833 dans un style classique. Classée monument historique, elle est entourée de plusieurs pierres tombales anciennes, et précédée d'un calvaire en pierre datant de 1848.

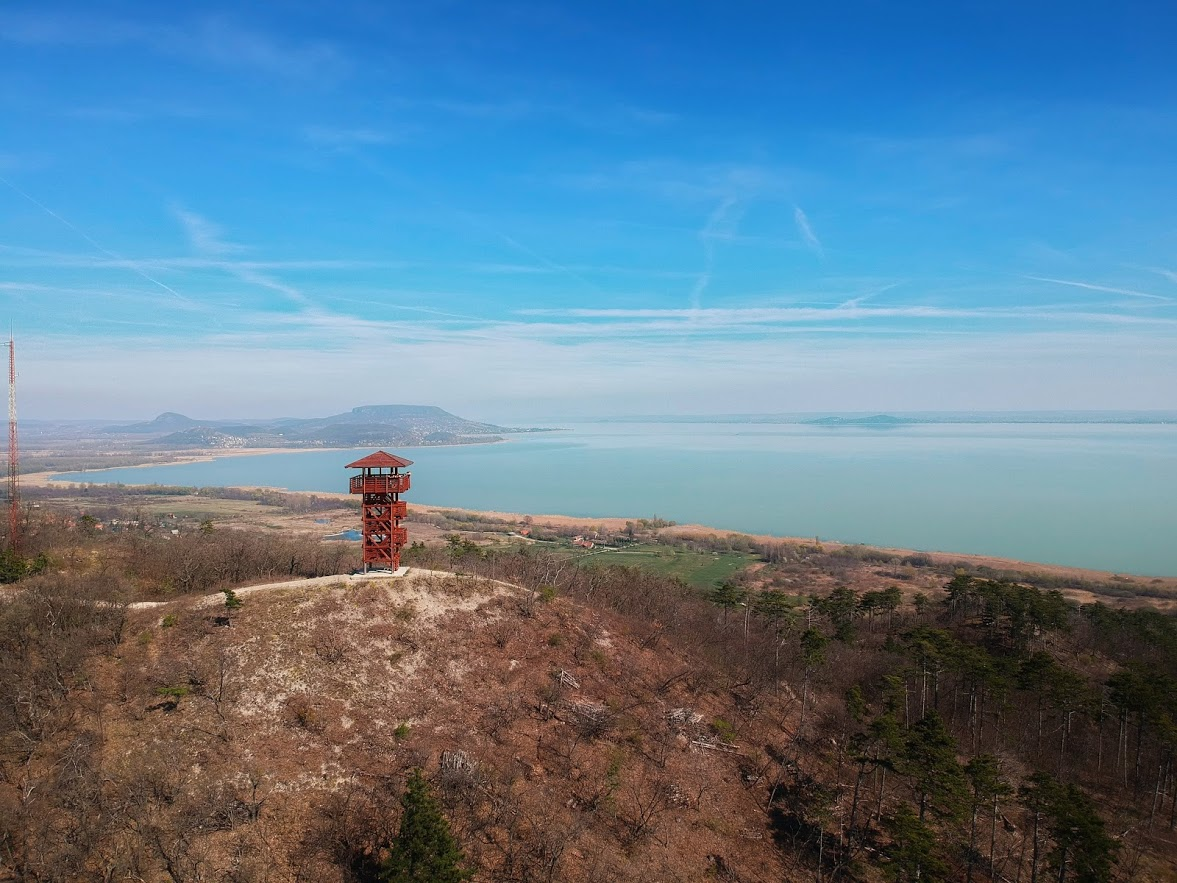
Le Batsányi-kilátó, belvédère de Szépkilátó.

À l'est de la localité, le belvédère de Szépkilátó offre une vue remarquable sur la baie de Szigliget. Située à ses pieds, la source romaine alimente un petit bassin identifié comme les vestiges d'un ancien bain thermal datant de l'époque romaine, mis au jour dans les années 1940.
Sur les hauteurs viticoles de Becehegy, au sud du centre du village, se trouve une série de vieux pressoirs et caves traditionnelles, témoins de l'activité viticole locale.
Enfin, l'ancienne résidence d'été du ministère de l'Intérieur, construite dans les années 1930, a été reconvertie en hôtel de standing (Kastély Szálló), perpétuant le souvenir de l'essor balnéaire de l'entre-deux-guerres.

## La localité dans les représentations
La beauté naturelle de Balatongyörök et de ses environs a inspiré de nombreux écrivains hongrois au fil des décennies, contribuant à forger l'image littéraire du lac Balaton.
Parmi les plus célèbres évocations figure celle de Károly Eötvös, écrivain et homme politique du XIXe siècle, qui a décrit avec lyrisme le paysage de Györök dans ses récits de voyage. Émerveillé par le panorama au coucher du soleil depuis les hauteurs du village, il y voyait déjà les prémices d'un futur haut lieu du tourisme balnéaire :  « Ce cap de Meszes-Györök, où l'éblouissement m'a arrêté, deviendra un jour, peut-être bientôt, un lieu de rendez-vous pour la jeunesse cultivée du monde entier… »
László Nógrády, historien de la littérature, séjourna régulièrement dans la commune et y puisa l'inspiration pour plusieurs romans, dont Balatoni kaland, Jómadarak et Egy ágrólszakadt diák élete.
Dans Balatoni évtizedek, œuvre à mi-chemin entre la chronique sociale et le témoignage personnel, Bertha Bulcsu décrit la vie quotidienne à Balatongyörök entre 1950 et 1955. Il y célèbre notamment la vue spectaculaire depuis les coteaux :
 « Le panorama depuis Györök est le plus beau du Balaton. De la colline, la vue sur le lac rivalise avec celle de la baie de Naples. »
Le poète István Simon consacra un poème aux pêcheurs de Balatongyörök, tandis que Gyula Takáts, écrivain et traducteur, fit de Becehegy – où il acheta un domaine viticole en 1956 – son principal lieu de villégiature estivale. Nombre de ses poèmes sont imprégnés des paysages locaux, de la vie rurale et des travaux viticoles. Sa maison accueillit plusieurs figures de la vie littéraire et artistique hongroise, telles que Tamás Bárány, József Fodor, Ferenc Jankovich, ou encore le compositeur Jenő Kenessey.
Enfin, György Moldova, dans son essai A Balaton elrablása (« Le rapt du Balaton », 1996), évoque un épisode controversé de privatisation du littoral : il y dénonce l'appropriation de 2 000 m² de terres lacustres par un grand entrepreneur, symbolisant les dérives de la spéculation foncière post-socialiste autour du lac.

## Jumelages
| Ville | Ville           | Pays | Pays      |
| ----- | --------------- | ---- | --------- |
|       | Ghelința        |      | Roumanie  |
|       | Piwniczna-Zdrój |      | Pologne   |
|       | Uetze           |      | Allemagne |

## Personnalités liées à la localité
Balatongyörök a longtemps attiré des artistes, écrivains et intellectuels hongrois, séduits par la beauté de son paysage, la tranquillité de ses collines viticoles et l'atmosphère propice à la création.
Le ténor József Simándy, lauréat du prix Kossuth, acquit une maison dans la rue Petőfi et un domaine viticole à Becehegy. Il considérait Balatongyörök comme son second foyer. En 1997, un an après sa mort, une association d'amis fut fondée dans la commune afin d'entretenir sa mémoire. Depuis, une soirée commémorative est organisée chaque année au mois d'août.
Parmi les plasticiens ayant fréquenté ou résidé à Balatongyörök, on compte notamment Ferenc Martyn, qui y possédait une maison de vacances, et Ferenc Csont, qui y vécut de la Seconde Guerre mondiale jusqu'à sa mort. Gyula Mikus, quant à lui, venait régulièrement peindre à Becehegy, notamment les célèbres amandiers de Bece. László Heitler et Gábor Pogány Ödön, ce dernier directeur du Musée des Beaux-Arts de Budapest, faisaient également partie des artistes liés à la commune. Pogány résidait à Bece et inaugurait fréquemment les expositions locales.
Le graphiste Ferenc Töreky, originaire de la région, s'installa définitivement dans le village après avoir grandi à Bece. Il aménagea un atelier dans sa maison et ses œuvres furent régulièrement exposées lors des expositions estivales.
Le comédien Gellért Raksányi, nommé « Artiste de la Nation », passa de nombreux étés à Balatongyörök, où il participait activement aux événements culturels, récitant des poèmes lors des cérémonies d'ouverture de saison. Il fut fait citoyen d'honneur du village, où il repose désormais.
Parmi les écrivains, Zsigmond Széchenyi, célèbre chasseur et explorateur africain, vécut à Balatongyörök jusqu'à la fin des années 1950. Gyula Takáts, poète, écrivain et traducteur, résida à Becehegy à partir de 1956 ; son domaine devint un lieu de rencontre d'artistes tels que Tamás Bárány, József Fodor, Ferenc Jankovich ou Jenő Kenessey. L'écrivain Bertha Bulcsu, auquel est dédié la maison de la culture du village, recevait régulièrement dans sa demeure des personnalités littéraires comme Dénes Kiss, Károly Szakonyi, Tibor Tüskés ou Ákos Kertész.
Enfin, Balatongyörök fut également le théâtre d'un moment marquant de la scène musicale hongroise : c'est sur la jetée du village que se rencontrèrent pour la première fois en 1963 Zsuzsa Koncz et János Bródy, figures majeures de la chanson engagée. Une plaque commémorative a été inaugurée en 2023 à l'occasion du 60e anniversaire de leur rencontre.